# Darko Butorović
Darko Butorović (Spalato, 12 agosto 1970) è un ex calciatore croato, di ruolo difensore.

## Carriera

### Nazionale
Con la Croazia ha disputato tre partite, il suo esordio risale al 11 giugno 1995 in una partita contro l'Ucraina.

## Statistiche

### Cronologia presenze e reti in nazionale
| Cronologia completa delle presenze e delle reti in nazionale ― Croazia | Cronologia completa delle presenze e delle reti in nazionale ― Croazia | Cronologia completa delle presenze e delle reti in nazionale ― Croazia | Cronologia completa delle presenze e delle reti in nazionale ― Croazia | Cronologia completa delle presenze e delle reti in nazionale ― Croazia | Cronologia completa delle presenze e delle reti in nazionale ― Croazia | Cronologia completa delle presenze e delle reti in nazionale ― Croazia | Cronologia completa delle presenze e delle reti in nazionale ― Croazia |
| Data                                                                   | Città                                                                  | In casa                                                                | Risultato                                                              | Ospiti                                                                 | Competizione                                                           | Reti                                                                   | Note                                                                   |
| ---------------------------------------------------------------------- | ---------------------------------------------------------------------- | ---------------------------------------------------------------------- | ---------------------------------------------------------------------- | ---------------------------------------------------------------------- | ---------------------------------------------------------------------- | ---------------------------------------------------------------------- | ---------------------------------------------------------------------- |
| 11-6-1995                                                              | Kiev                                                                   | Ucraina                                                                | 1 – 0                                                                  | Croazia                                                                | Qual. Euro 1996                                                        | -                                                                      | 38’                                                                    |
| 8-6-1997                                                               | Tokyo                                                                  | Giappone                                                               | 4 – 3                                                                  | Croazia                                                                | Amichevole                                                             | -                                                                      |                                                                        |
| 12-6-1997                                                              | Sendai                                                                 | Croazia                                                                | 1 – 1                                                                  | Turchia                                                                | Amichevole                                                             | -                                                                      |                                                                        |
| Totale                                                                 |                                                                        | Presenze                                                               | 2                                                                      |                                                                        | Reti                                                                   | 1                                                                      |                                                                        |

## Palmarès
- Coppa di Croazia: 3

Hajduk Spalato: 1992-1993, 1994-1995, 2002-2003
- Campionato croato: 2

Hajduk Spalato: 1993-1994, 1994-1995
- Supercoppa di Croazia: 1

Hajduk Spalato: 1994